# Iza Arruda
Iza Paula de Deus e Mello Albuquerque Arruda (Vitória de Santo Antão, 6 de setembro de 1987) é uma política brasileira, filiada ao MDB, eleita para o cargo de Deputada Federal por Pernambuco.[carece de fontes?]

## Biografia
Iza começou sua carreira política em 2022, tendo se filiado ao MDB e se candidatado a deputada federal por Pernambuco. Foi eleita atingindo a quantidade de 103.950 votos.
É filha do prefeito de Vitória de Santo Antão, Paulo Roberto (MDB).